# Дік Кейт
Дік Кейт (англ. Dick Keith, нар. 15 травня 1933, Белфаст — пом. 28 лютого 1967, Борнмут) — північноірландський футболіст, що грав на позиції захисника.
Виступав на батьківщині за «Лінфілд» та в англійських клубах «Ньюкасл Юнайтед», «Борнмут» і «Веймут», а також національну збірну Північної Ірландії.

## Клубна кар'єра
У дорослому футболі дебютував 1950 року виступами за «Лінфілд» з рідного міста, в якій провів шість сезонів.
Своєю грою за цю команду привернув увагу представників тренерського штабу «Ньюкасл Юнайтед», до складу якого приєднався 1956 року. Відіграв за «сорок» наступні сім сезонів своєї ігрової кар'єри. Більшість часу, проведеного у складі У складі, був основним гравцем захисту команди.
1964 року перейшов до «Борнмута», що виступав у третьому за рівнем дивізіоні Англії, де відіграв 2 сезони.
З 1966 року грав за нижчоліговий англійський клуб «Веймут». Загинув 28 лютого 1967 року на 34-му році життя на будівництві у місті Борнмут.

## Виступи за збірну
1957 року дебютував в офіційних матчах у складі національної збірної Північної Ірландії. 
У складі збірної був учасником чемпіонату світу 1958 року у Швеції, де ірландці несподівано змогли пройти груповий етап, а Кейт зіграв в усіх п'яти матчах збірної на турнірі.
Протягом кар'єри у національній команді, яка тривала 6 років, провів у формі головної команди країни 23 матчі.